# اللجنة الوطنية لألمانيا الحرة
كراسنوجورسك ، موسكو أوبلاست ، الاتحاد الاشتراكي السوفياتي الروسي ، الاتحاد السوفيتي
اللجنة الوطنية لألمانيا الحرة (بالألمانية: Nationalkomitee Freies Deutschland)، أو NKFD) كانت منظمة ألمانية مناهضة للنازية عملت في الاتحاد السوفياتي خلال الحرب العالمية الثانية.  

## التاريخ
أدى صعود الحزب النازي إلى السلطة في ألمانيا عام 1933 إلى حظر الحزب الشيوعي الألماني (KPD) واضطهاد أعضائه، الذين فر العديد منهم إلى الاتحاد السوفيتي.
مع الغزو الألماني للاتحاد السوفيتي في عملية بربروسا، بدأ أسرى الحرب الألمان في الوقوع في أيدي السوفييت. تم إجراء العديد من المحاولات لتأسيس منظمة مناهضة للنازية من هؤلاء الأسرى دون نجاح يذكر لأن معظمهم لا يزالون يؤمنون بالنصر النهائي للفيرماخت .
مع الهزيمة الألمانية في معركة ستالينجراد، ارتفع عدد أسرى الحرب الألمان وتضرر إيمانهم بألمانيا المنتصرة، وبالتالي كانوا أكثر انفتاحًا على فكرة العضوية في منظمة مناهضة للنازية.
في بداية يونيو 1943، بدأ ألفريد كونيلا ورودولف هيرنشتات في كتابة بيان للجنة.  امتدح هذا النص شخصيات تاريخية من مملكة بروسيا التي تحالفت مع روسيا الإمبراطورية ضد نابليون في الحملة الألمانية عام 1813؛. تأسست اللجنة الوطنية لألمانيا الحرة (NKFD) في كراسنوجورسك، بالقرب من موسكو  في 12 يوليو 1943؛ وكان رئيسها الكاتب الشيوعي الألماني المنفي إريك وينرت، مع نائبيه الملازم هاينريش جراف فون إينسيديل والرائد كارل هيتز. تتكون قيادتها من 38 عضوا، بما في ذلك 28 من أسرى الحرب بيد الفيرماخت و10 شيوعيين منفيين.